# Lepus saxatilis
Lièvre des buissons, Lièvre des rochers
Espèce
Statut de conservation UICN

 LC  : Préoccupation mineure
Le Lièvre des buissons ou Lièvre des rochers (Lepus saxatilis) est une espèce de lièvre, mammifère terrestre de la famille des Léporidés, décrit par Frédéric Cuvier en 1823.

## Description de l'espèce

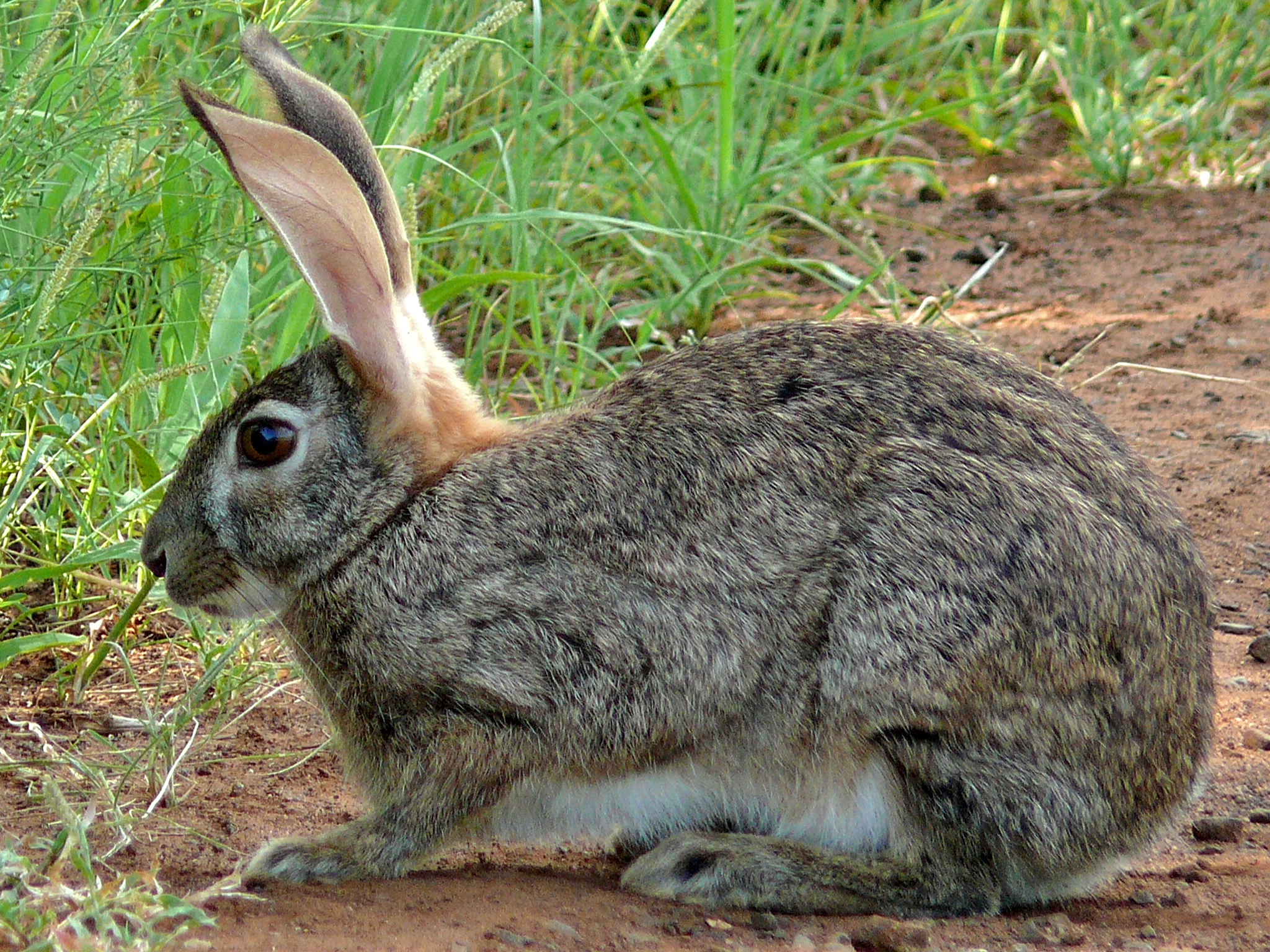
Lepus saxatilis (Parc national Kruger, Afrique du Sud)

Ce léporidé a l'allure générale du Lièvre du Cap ; grandes oreilles et queue relativement longue. Dessus fauve à gris brun, fortement pointillé de noir. Glances et pattes un peu plus clairs, nuque marron à roussâtre (cette coloration peut s'étendre jusqu'à l'avant des épaules), dessous du corps et de la queue blanc,dessus de la queue noir. Cercle claire autour de l'œil. Bout des oreilles noir ou foncé. Tache frontale blanche fréquente. Pelage clair ou foncé selon le climat.
Lepus saxatilis a une envergure de 22  à   28 cm pour une hauteur de 8  à   15 cm (sans les oreilles). Ses oreilles mesurent de 10  à   16 cm. Un adulte pèse de 2  à   13 kg.

### Habitat et répartition

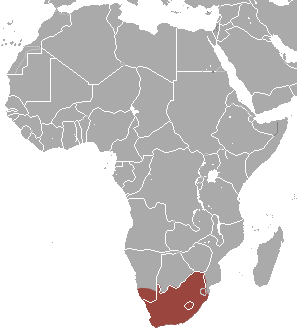
Aire de répartition de Lepus saxatilis, en Afrique

On rencontre cette espèce en Afrique du Sud, au Sud de la Kunene et du Zambèze, dans tous les paysages sauf les forêts denses. Il a une préférence pour les collines caillouteuses et broussailleuses, mais fréquente aussi les champs. En montagne, il peut vivre jusqu'à 1 500 m d'altitude.

### Biologie
Comme le lièvre du Cap, les détails de son mode de vie sont mal connus.
La maturité sexuelle se situe vers 6 mois. Pendant l'accouplement le lièvre des buissons pousse des « vagissements ».
Dans le sud, il a 2 portées annuelles et dans le nord, 3 à 4 portées, de 1 à 3 levrauts chacune. La mise bas a lieu dans la végétation touffue.

## Liste des sous-espèces
Selon Catalogue of Life (3 janv. 2013) :
- sous-espèce Lepus saxatilis saxatilis F. Cuvier, 1823
- sous-espèce Lepus saxatilis subrufus Roberts, 1913